# 도비시마촌 (야마가타현)
도비시마촌(飛島村)은 야마가타현 아쿠미군에 있던 촌이다.

## 역사
- 1889년 4월 1일 - 정촌제 시행에 수반해 3촌이 합병해 도비시마촌이 성립하였다.,
- 1950년 4월 1일 - 사카타시에 편입해 소멸하였다

## 참고문헌
- 『市町村名変遷辞典』東京堂出版、1990年。